# Optigan

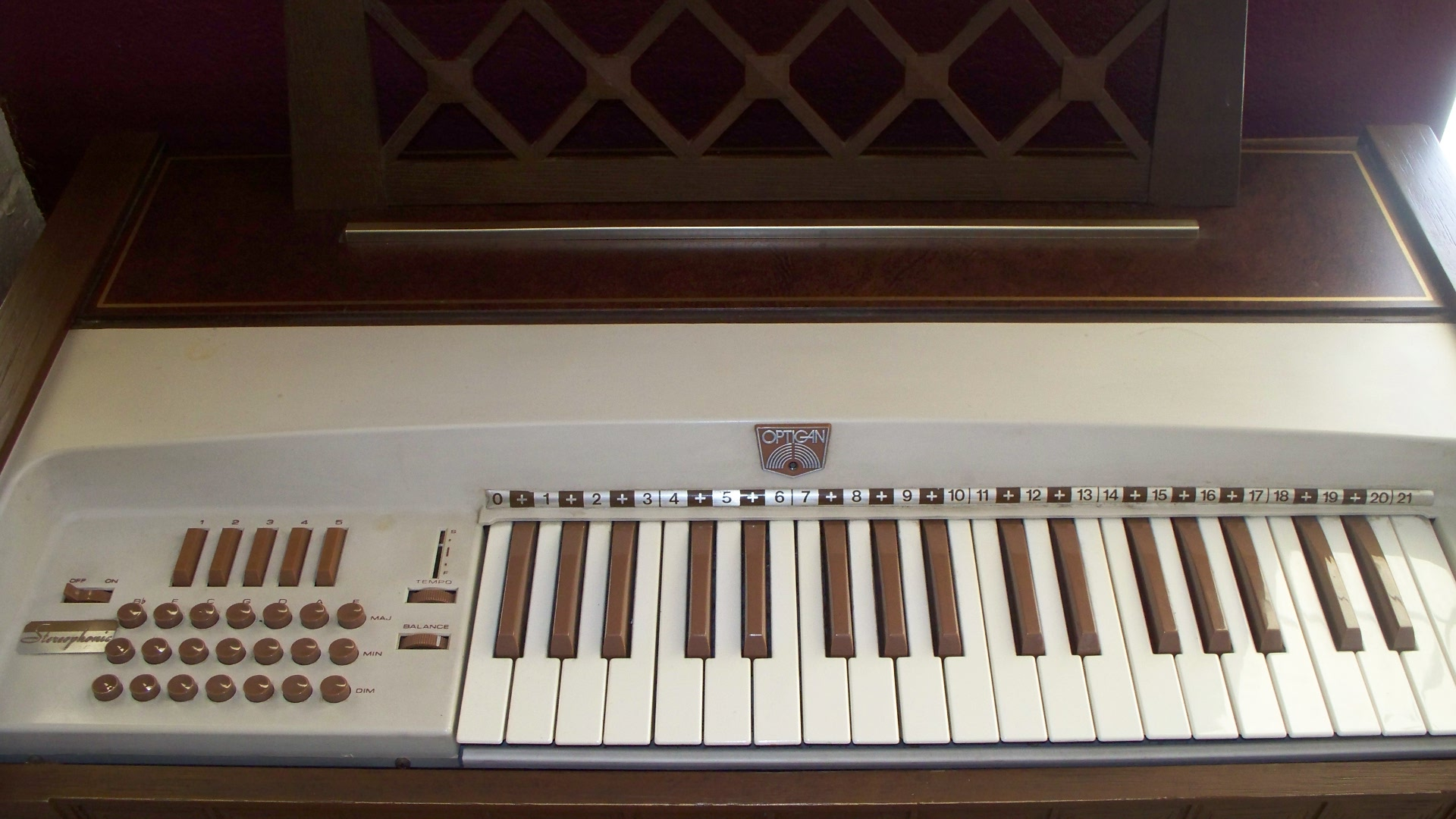
Un teclado optigan.

El optigan —un Órgano óptico (Optical organ) transportable— es un teclado electrónico diseñado para el mercado de consumo. El nombre proviene de la dependencia del instrumento en las pistas pregrabadas para reproducir sonido. Versiones posteriores —construido bajo licencia y dirigido al mercado profesional— fueron vendidas bajo el nombre de Orchestron. 
El predecesor inmediato del Optigan es el Welte Lichtton-Orgel de 1936 y el Lumigraph de 1950.

## Historia de la producción
Los trabajos de ingeniería del proyecto comenzaron en 1968 y las primeras patentes surgieron en 1970. El Optigan fue lanzado en 1971 por la Optigan Corporation, una subsidiaria de la fábrica de juguetes Mattel, Corporación de «El Segundo», California con la planta de manufacturación cerca de Compton, California. Todos los derechos del Optigan, el formato de disco, y todos los discos previos fueron vendios en 1973 a Miner Industries de Nueva York, una manufacturadora de órgano que formaría una subsidiaria, Opsonar, para producirlos. Miner tuvo éxito en ventas en parte al Optigan y los discos pararon en 1976. 

## Apariencia y construcción
El Optigan parece una versión de una escala menor de los órganos electrónicos de hoy en día. Los varios diseños de los aparatos y sus botones eran hechos para simular estar hechos de madera hechos de un molde de plástico que los fabricantes llamaron"Temperite" y acabado con una cubierta de tela para el altavoz a juego y, ocasionalmente, con unidades de reverberación dentro de la unidad. Una unidad de reverberación mecánica y un armazón con madera real fueron disponibles con un costo extra; el botón para la reverberación en las unidades equipadas con tal opción está localizado bajo el interruptor de encendido. Los Optigan no equipados con reverberación llevaban una pieza de metal en la que se podía leer Stereophonic —Estereofónico— en relieve y que abre la apertura no utilizada. Las unidades equipadas con esa función tenían una pequeña placa algo diferente en la que se leía «REVERB Stereophonic» colocado justo inmediatamente a la izquierda de los interruptores y encima del interruptor de encendido. Según optigan.com, dos prototipos de piano bar fueron producidos. El Optigan sonaba en estéreo a través de dos amplificadores con el teclado de la mano derecha asignado a los instrumentos del canal derecho y los acordes y efectos asignados a la mano izquierda.
- Datos: Q1764288
- Multimedia: Optigan / Q1764288